# Rotflossen-Blauauge
Das Rotflossen-Blauauge (Scaturiginichthys vermeilipinnis) (lat. scaturex = hervorsprudelndes Quellwasser; franz. vermeil = rosig; lat. pinna = Flosse), aus der Familie der Blauaugen ist der kleinste Süßwasserfisch Australiens. Die Art ist stark gefährdet. Sie wurde 1990 im ariden Central West Queensland entdeckt, wo sie nur in einigen sehr flachen artesisch gespeisten Quellen lebt.

## Merkmale
Diese überwiegend silbrig-transparente Blauaugenart mit durchscheinender Schwimmblase erreicht eine maximale Körperlänge von nur etwa 2,5 cm. Das Maul ist relativ groß im Vergleich zur Körpergröße. Die Augen sind silbrig-blau. Die unpaarigen Flossen sowie die Bauchflossen der Männchen sind rötlich gerandet. Die Männchen sind außerdem, wie für Blauaugen typisch, etwas größer und haben längere Flossen als die Weibchen.
In Abgrenzung zu anderen Blauaugen weist die äußere Morphologie von Scaturiginichthys vermeilipinnis folgende Besonderheiten auf:
- eine kurze, abgerundete Schwanzflosse,
- ein tieferer Ansatz der Brustflossen sowie
- reduzierte bauchseitige Flossen: von vier Flossenstrahlen bis zum völligen ein- oder beidseitigem Fehlen (möglicherweise eine Anpassung an die sehr flachen Gewässer).

## Vorkommen und Habitat
Das Rotflossen-Blauauge ist das einzige Blauauge, das im Binnenland vorkommt. Es ist endemisch in einigen der Quellteiche (Edgbaston Springs) bei Aramac, Barcaldine Region. Die Quellen, eigentlich nur wenige Zentimeter flache, größere Pfützen, liegen im Einzugsgebiet des nur periodisch wasserführenden Thomson River Flusssystems. Das Gebiet ist sehr trocken und offen, die Quellteiche sind mit Tussock bewachsen. Die etwa 44 Quellen, von denen ca. 30 ständig wasserführend sind, erstrecken sich über eine kleine Fläche von insgesamt 6 bis 8 Quadratkilometern auf einer flachen alluvialen Ebene. Die Temperaturen und Wasserwerte schwanken bei dem wüstenartigen Klima beträchtlich nicht nur mit den Jahres- und Tageszeiten, sondern auch innerhalb eines Quellteiches. Die Quellteiche, in denen das Rotflossen-Blauauge vorkommt sind normalerweise alkalisch und klar, mit pH-Werten zwischen 7,8 und 8,0. Die Fische halten sich in Bereichen auf, in denen die Wassertemperatur oberhalb 16 °C liegt.

## Lebensweise
Die Fische wurden in allen Bereichen der Quellteiche angetroffen. Erwachsene Fische halten sich üblicherweise in den etwas tieferen Bereichen auf, während Jungfische in flachen Bereichen angetroffen werden. Bei Störung bilden sie kurzzeitig große Schwärme, die sich danach wieder in kleine Grüppchen zum Fressen und Balzen aufteilen.
Einzelheiten zur Vermehrung sind aus Aquarienbeobachtungen der 1990er Jahre bekannt. Wildfangtiere ließen sich leicht nachziehen, während sich schon die erste Nachzuchtgeneration kaum mehr vermehren ließ. Die Fortpflanzung gelingt bei Temperaturen zwischen 20 und 32 °C bei häufiger Fütterung mit Lebendfutter wie Mückenlarven. Die Weibchen legen dann täglich durchschnittlich drei bis fünf etwa 1,5 mm große Eier, denen die adulten Fische auch bei guter Fütterung nachstellen. Nach einer Entwicklung von ein bis zwei Wochen schlüpfen die 4 bis 5 mm langen Fischlarven, nach etwa einem halben Jahr mit 1,5 cm Länge werden die Jungfische geschlechtsreif.

## Gefährdung
Die Edgbaston Springs wurden früher als Schaf- und Rinderfarm bewirtschaftet. Das Gebiet wurde aufgrund der hochgradig endemischen Aquafauna 2008 mit Hilfe der australischen Regierung von der privaten Naturschutzorganisation Bush Heritage Australia als Schutzgebiet Edgbaston Reserve aufgekauft.
Scaturiginichthys vermeilipinnis gilt als Australiens bedrohtester Süßwasserfisch. Die Schätzungen des Bestandes reichen von einigen Hundert bis zu Dreitausend Individuen. Bei der Entdeckung 1990 durch Peter Unmack kamen die Fische in acht separaten Quellteichen vor. Seitdem sind fünf Populationen erloschen, zwei Quellteiche wurden von den verbliebenen Populationen aber wieder besiedelt. Bei einer Untersuchung 2005 wurden Rotflossen-Blauaugen nur in fünf relativ kleinen und sehr flachen Quellteichen angetroffen, 2009 waren sie nur in vieren vertreten. Die Art wurde im September 2012 auf dem IUCN World Conservation Congress in die Liste der weltweit 100 gefährdetsten Tier-, Pflanzen- und Pilzarten aufgenommen.
Größte akute Bedrohung sind wilde Schweine der Umgebung, die das Habitat zerstören und der vom Menschen eingeschleppte lebendgebärende Moskitofisch Gambusia holbrooki, der schon bei der Entdeckung des Rotflossen-Blauauges 1990 in vielen Quellteichen vorkam, 2009 mindestens 21 der Quellteiche besiedelte und die ursprüngliche Aquafauna in den Quellen verdrängt. Durch Überschwemmungen besteht die Gefahr, das weitere Teiche von den Exoten besiedelt werden. Aktuelle Maßnahmen beinhalten die gezielte Umsiedlung von Rotflossen-Blauaugen in sicherer gelegene Quellteiche, die Entfernung der Moskitofische aus den wichtigsten Quellteichen sowie deren Abriegelung gegen Hochwasser.
Langfristig besteht die Gefahr einer kompletten Austrocknung der Edgbaston Springs aufgrund der intensiven Entnahme des Grundwassers im gesamten Großen Artesischen Becken.